# Джейсон Маршалл (тенісист)
Джейсон Маршалл (англ. Jason Marshall; нар. 20 червня 1978) — колишній американський тенісист.
Найвищу одиночну позицію світового рейтингу — 587 місце досяг 5 грудня 2005, парну — 101 місце — 9 травня 2005 року.

## Титули на челленджерах

### Парний розряд: (5)
| Ранг | Рік  | Турнір            | Покриття | Партнер           | Суперники                          | Рахунок          |
| ---- | ---- | ----------------- | -------- | ----------------- | ---------------------------------- | ---------------- |
| 1.   | 2003 | Донецьк, Україна  | Тверде   | Харш Манкад       | Сергій Стаховський Андрій Столяров | 6–2, 6–4         |
| 2.   | 2003 | Остін, США        | Тверде   | Лу Єнь-Сюнь       | Джош Гоффі Тріпп Філліпс           | 6–2, 2–6, 6–3    |
| 3.   | 2004 | Форест-Гіллс, США | Ґрунт    | Бруно Соарес      | Міхаель Беррер Джиммі Ванг         | 7–6(5), 6–3      |
| 4.   | 2004 | Нашвілл, США      | Тверде   | Тревіс Перротт    | Сесіл Маміїт Данай Удомчоке        | 6–3, 6–4         |
| 5.   | 2005 | Besancon, Франція | Тверде   | Гантлі Монтґомері | Міхал Мертиняк Жан-Клод Шеррер     | 6–7(7), 6–2, 6–3 |